# Rudi Beka
Rudi Beka (21 de Setembro de 1982, Albânia) é um futebolista albanês que joga como zagueiro no Bylis Ballsh da Albânia .